# Shorea patoiensis
Shorea patoiensis är en tvåhjärtbladig växtart som beskrevs av Peter Shaw Ashton. Shorea patoiensis ingår i släktet Shorea och familjen Dipterocarpaceae. Inga underarter finns listade i Catalogue of Life.